# Murowane (rejon samborski)
Murowane, Laszki Murowane (ukr. Муроване) – wieś na Ukrainie, w obwodzie lwowskim, w rejonie samborskim, w hromadzie Chyrów, nad rzeką Strwiąż. W 2001 roku liczyła 689 mieszkańców. 

## Historia
Pierwsze wzmianki o miejscowości pochodzą z roku 1374, jako o własności Herbutów rycerzy przybyłych z Moraw, zatwierdzonej przywilejem księcia Władysława Opolczyka. Laszki w XVI w. należały do Tarłów, herbu Topór. W 1531 r, mieszkał tu Andrzej Tarło. Mikołaj Tarło, chorąży przemyski, dworzanin i sekretarz królewski dokonał po 1560 r. lokacji miasta Laszki na prawie magdeburskim. Dobra laszeckie wraz z Chyrowem i Bąkowicami stanowiły posag Jadwigi Tarłówny (córki Mikołaja i Jadwigi ze Stadnickich), wydanej ok. roku 1592 za Jerzego Mniszcha, wojewodę sandomierskiego. Z Laszek wywodziła się Maryna Mniszchówna - caryca Rosji – żona Dymitra I Samozwańca. Tu urodziła się Julia Teresa Wandalin-Mniszech, która poślubiła Ksawerego Franciszka Krasickiego z Siecina herbu Rogala. Laszki należały do Mniszchów do 1815 r., kiedy zostały sprzedane Edwardowi Zerboni de Spoletti przez Stanisława Mniszcha, austriackiego szambelana i wielkiego sokolnika królestwa Galicji i Lodomerii. Potem należały do Marcelego Bogdanowicza, a od 1861 r. do Michała Krasickiego.
Na tych terenach w pod koniec 1918 r. walczył z Ukraińcami 2 pułk strzelców podhalańskich dowodzony przez por. Karola Matzenauera. 
W 1921 r. liczyły około 478 mieszkańców. Przed II wojną światową należała do powiatu starosamborskiego w województwie lwowskim. Od 1911 do 1934 roku istniały dwie odrębne gminy z siedzibą w Laszkach – gmina Laszki Murowane Miasteczko i gmina Laszki Murowane Wieś. Od 1 sierpnia 1934 Laszki Murowane należały do gminy Felsztyn.

## Ważniejsze obiekty
- cerkiew greckokatolicka
- ruiny zamku[5] wzniesionego przez Tarłów, herbu Topór, siedziba rodu.